# 布萊登棒棒糖
《布萊登棒棒糖》（英語：Brighton Rock）是一部2010年英國犯罪片，由羅文·約菲編劇和導演，大致改編自格雷厄姆·格林1938年的同名黑色小說。電影由山姆·萊利、安德麗亞·瑞斯波羅格、安迪·瑟克斯、約翰·赫特，西恩·哈里斯和海倫·米蘭主演。
小說曾被博爾廷兄弟改編成同名電影，於1948年首映。雖然小說和電影都以1930年代為背景，但本作改編則以1960年代的摩登搖滾時代為背景。
山姆萊利主演品基，最初由李察·艾登堡主演。2009年10月開始攝影，主要在附近的伊斯特本鎮拍攝，伊斯特本碼頭取代布萊頓碼頭和比奇角。一些場景是在白金漢郡和布萊頓本身的赫德索莊園拍攝。

## 外部連結
- 互联网电影数据库（IMDb）上《Brighton Rock》的资料（英文）
- AllMovie上《Brighton Rock》的资料（英文）
- Box Office Mojo上《Brighton Rock》的資料（英文）
- 爛番茄上《Brighton Rock》的資料（英文）
- Metacritic上《布萊登棒棒糖》的資料（英文）
- Brighton Rock: Rowan Joffe interview （的存檔，存档日期2011-08-05.‧BBC Films）